# Caroline Carré de Malberg

Caroline Carrè de Malberg (1829–1891)

Caroline Barbara Carré de Malberg, geborene Colchen (* 8. April 1829 in Metz; † 28. Januar 1891 ebenda) gründete 1872 zusammen mit Henri Chaumont die „Töchter des hl. Franz von Sales“.

## Leben

### Kindheit und Jugend
Caroline Barbara Colchen wurde am 8. April 1829 bei Metz in Frankreich geboren. Sie wuchs in einer gut katholischen Familie und Umgebung auf, sodass sich ihr christlicher Glaube von Anfang an sehr gut entfalten konnte. Obwohl ihre Gesundheit eher zerbrechlich war, reifte sie dennoch zu einer starken Persönlichkeit heran. Ein Beispiel dafür ist ihr Aufenthalt in einem Internat bei Schwestern der Heimsuchung Mariens. Trotz der streng geführten Erziehung der Schwestern ließ sie keine Gelegenheit aus, ihre Meinung offen zu sagen, wenn dies ihr Rechtsempfinden erforderte. Die Schwestern schätzten sie für ihre Offenheit und Wahrhaftigkeit, aber besonders wegen ihrer tiefen und herzlichen Frömmigkeit.
Während ihrer Schulzeit erkrankte Caroline schwer an Typhus. Einige Zeit glaubte man sogar, dass sie sterben muss. Sie erholte sich jedoch wieder. In dieser Zeit ihrer Genesung gelangte sie zu ihrer spirituellen Reife. Sie machte die Erfahrung, dass das Leben in Gottes Hand am besten aufgehoben ist.

### Ehe und Familie
Im Alter von zwanzig Jahren heiratete sie Paul Carré de Malberg. Obwohl sie damals eigentlich Karmelitin werden wollte, nahm sie Malbergs Heiratsantrag an. Sie kam nämlich zur Überzeugung, dass dies dem Willen Gottes entspricht. Sie gebar vier Kinder, die sie alle überleben sollte. Drei der Kinder starben sehr früh, das vierte Kind starb im Alter von dreißig Jahren. Ihr Ehemann war Militäroffizier. Dies bedeutete für Caroline eine Vielzahl an zusätzlichen Aufgaben. Neben ihren gewöhnlichen Verpflichtungen als Ehefrau und Mutter musste sie auch Gastgeberin bei den Empfängen sein, die ihr Ehemann für seine Offizierskollegen und deren Ehefrauen gab.
Paul hatte eine sehr beherrschende Persönlichkeit, was der gemeinsamen Ehe nicht besonders gut tat. Caroline fühlte sich eingeengt und dachte öfter daran, ihren Ehemann zu verlassen. Sie blieb jedoch aus Treue zu ihren Kindern und zu ihrem Glauben, der das Sakrament der Ehe als heilig ansieht. Sie begann ihre persönlichen Schwierigkeiten Gott aufzuopfern für die Rettung der Seele ihres Ehemannes. Paul war kein praktizierender Katholik und Caroline wünschte sich sehnlichst, dass er zum Glauben zurückfinden würde.
Aufgrund dieser Lebenssituation und anderer Schwierigkeiten vertraute sich Caroline ganz Gott an und legte ihr Leben in seine Hände, wie sie es bereits während ihrer schweren Typhuserkrankung getan hatte. Für sie war dieser Akt der Hingabe an den Willen Gottes jedoch nicht leicht. Es kostete sie bis an ihr Lebensende besondere Überwindung, Gott zu sagen: „Dein Wille geschehe, ich vertraue dir.“

### Engagierte Christin und Gründung der Töchter des hl. Franz von Sales
Neben ihren zahlreichen Aufgaben als Ehefrau und Mutter begann sie sich auch als Christin aktiv zu engagieren. Sie arbeitete ehrenamtlich in einem Verein christlicher Frauen mit, in einem Verein christlicher Lehrer und einem Verein christlicher Witwen. Aufgrund dieses christlichen Engagements lernte sie auch den Priester Henri Chaumont kennen. Sie beschlossen einen Kreis zu gründen, zu dem sich Frauen regelmäßig treffen, um sich über ihren Glauben auszutauschen. Das erste Treffen dazu fand am 15. Oktober 1872 statt. Neben Caroline und Henri Chaumont nahmen daran auch Frau Sallard und Frau Mort teil. Diese Gruppe traf sich zum gemeinsamen Gebet und zum Reden über ihren Glauben. Als Grundlage für die Gespräche diente das Buch des heiligen Franz von Sales „Anleitung zum frommen Leben“, im deutschen Sprachraum auch unter dem Titel Philothea bekannt. In diesem Buch, das noch heute zu den zehn meistgelesenen Büchern der christlichen Weltliteratur zählt, gibt Franz von Sales konkrete Ratschläge, wie man inmitten der Welt, in seiner Familie, am Arbeitsplatz ein christliches Leben führen kann, also genau das, was diese Gruppe wollte. Die Gruppe nannte sich zunächst „Töchter des Geistes Jesu“, später aber nannten sie sich „Töchter des hl. Franz von Sales“. Es dauerte nicht lange, da schlossen sich immer mehr Frauen der Gruppe an.
Die beiden Gründer arbeiteten stetig daran, ihre Methoden zu verbessern, um den Frauen in ihrem alltäglichen Leben besser gerecht zu werden. Ziel war es, durch ständiges Leben in der Gegenwart Gottes mit Christus eins zu werden. Caroline konnte einige Früchte ihrer Arbeit noch erleben. Am meisten bewegte sie, dass ihr Ehemann zu einem Leben im Glauben zurückkehrte. Die Gemeinschaft der „Töchter des hl. Franz von Sales“ wurde immer größer, so dass man zu überlegen begann, ob man diese nicht auch in andere Länder ausbreiten solle. Eine der „Töchter“, Gertrude Gros, entschloss sich mit drei anderen Frauen, als Missionarinnen nach Indien zu gehen, was sie 1889 auch taten. Sie wurden die ersten „Salesianischen Missionarinnen der Unbefleckten Jungfrau Maria“ (SMMI). Heute wirken diese Schwestern in vielen Ländern der Erde.
Caroline Carré de Malberg starb am 28. Januar 1891 nach langer Krankheit.
Sie gilt heute als frühes Beispiel eines modernen Laienapostolates. Sie half den Frauen in ihrem Umfeld, mit Hilfe des Glaubens das Selbstbewusstsein zu stärken. Als Grundlage dafür dienten ihr die Werke des heiligen Franz von Sales und der salesianischen Spiritualität.
Im für sie eingeleiteten Seligsprechungsprozess erkannte ihr Papst Franziskus am 9. Mai 2014 den heroischen Tugendgrad zu.